# ADS-Grenzfriedensbund
Der ADS-Grenzfriedensbund ist ein vereinsrechtlich organisiertes Sozialwerk, welches sich für kulturelle und sozialpolitische Belange der grenznahen Volksgruppen in Südschleswig einsetzt. Er ist entstanden aus der Fusion zweier Grenzverbände, der Arbeitsgemeinschaft Deutsches Schleswig (ADS) und dem Grenzfriedensbund. Die Geschäftsstelle befindet sich in Flensburg.

## Geschichte
Der ADS-Grenzfriedensbund entstand im Jahr 2008 aus der Fusion zweier Grenzverbände. Diese war notwendig geworden, nachdem das Land Schleswig-Holstein dem Verein Grenzfriedensbund e. V. im Jahr 2008 die Zuschüsse gestrichen hatte. Beide Verbände entstanden in der Nachkriegszeit des Zweiten Weltkriegs.

## Handlungsfelder
Als Grenzverband betätigt sich der ADS-Grenzfriedensbund in der Erforschung von (potenziell konfliktären) sozialpolitischen Themen entlang der deutsch-dänischen Grenze. Er versucht, die kulturellen Unterschiede der beiden nördlich und südlich der Grenze bestehenden Minderheiten mit den Einstellungen der Bevölkerungsmehrheiten zu überbrücken.
Die Strukturierung der kulturellen Arbeit der vor Ort lebenden Bevölkerungsteile ist eine weitere Aufgabe. Hierzu zählen auch moderierende Tätigkeiten zwischen den einzelnen Gruppen. Ziel ist es, bei der Findung einer gemeinsamen regionalen Identität behilflich zu sein. Diese ist in einem zunehmend global ausgerichteten Wirtschaftssystem für das friedliche Zusammenleben kulturell unterschiedlicher Gruppen von großer Bedeutung.

## Einrichtungen
Der ADS-Grenzfriedensbund arbeitet derzeit in knapp 50 sozialen und sozialpädagogischen Einrichtungen. Darüber hinaus ist er direkter Träger von verschiedenen Hilfeeinrichtungen. Hierzu zählen unter anderem:
- 28 Kindergärten
- zwei betreute Grundschulen und Horten
- sechs Schullandheime
- zwei Jugendtreffs

Darüber hinaus ist er Gesellschafter verschiedener sozialer Einrichtungen, wie der Mürwiker Werkstätten und des Ambulanten Pflegezentrum Nord (APN). An der Sozialstation im Amtsbereich Hürup ist er ebenfalls beteiligt.